# Seeckt-Kaserne (Celle)

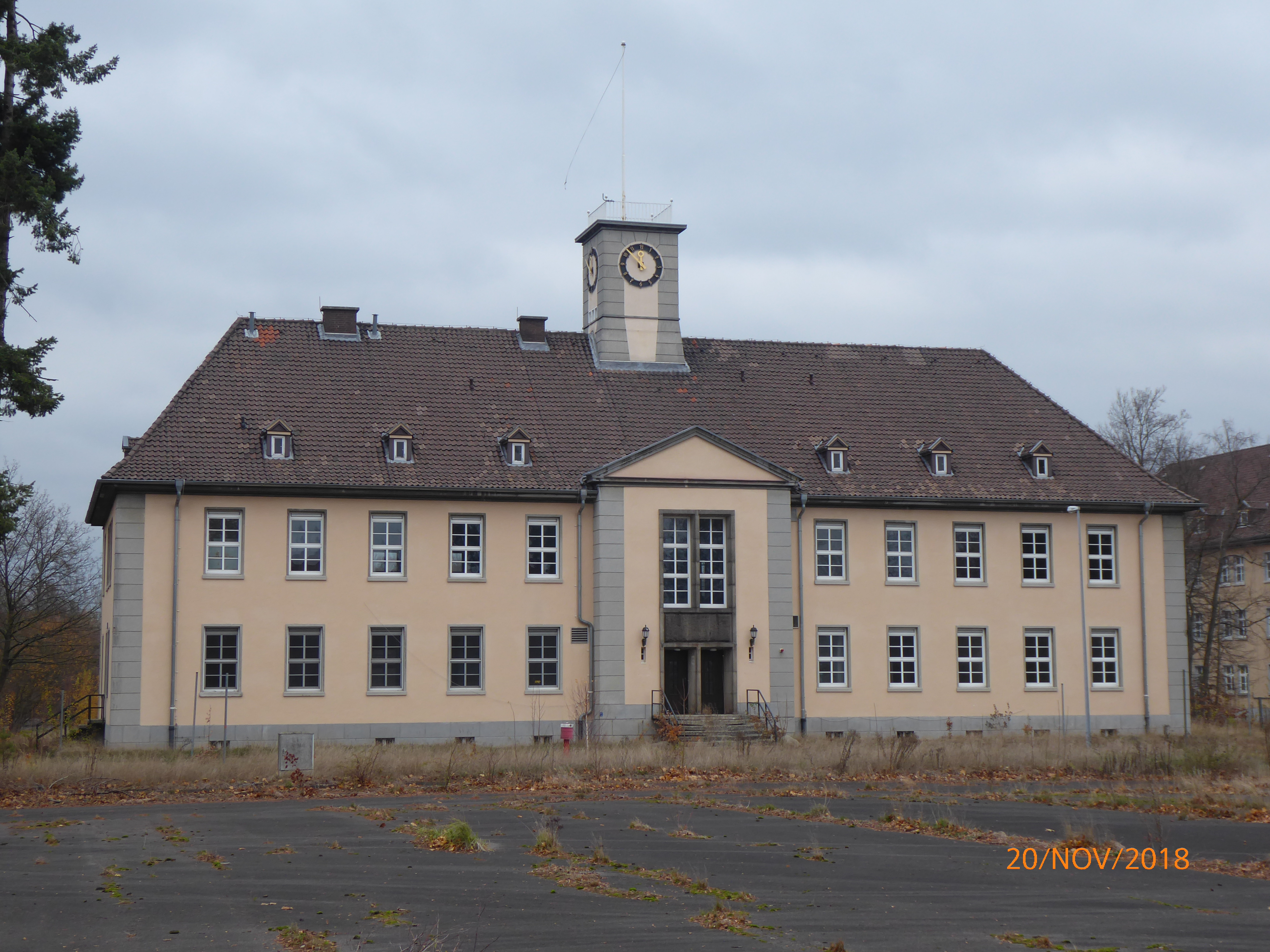
Wirtschaftsgebäude der Seeckt-Kaserne (2018)

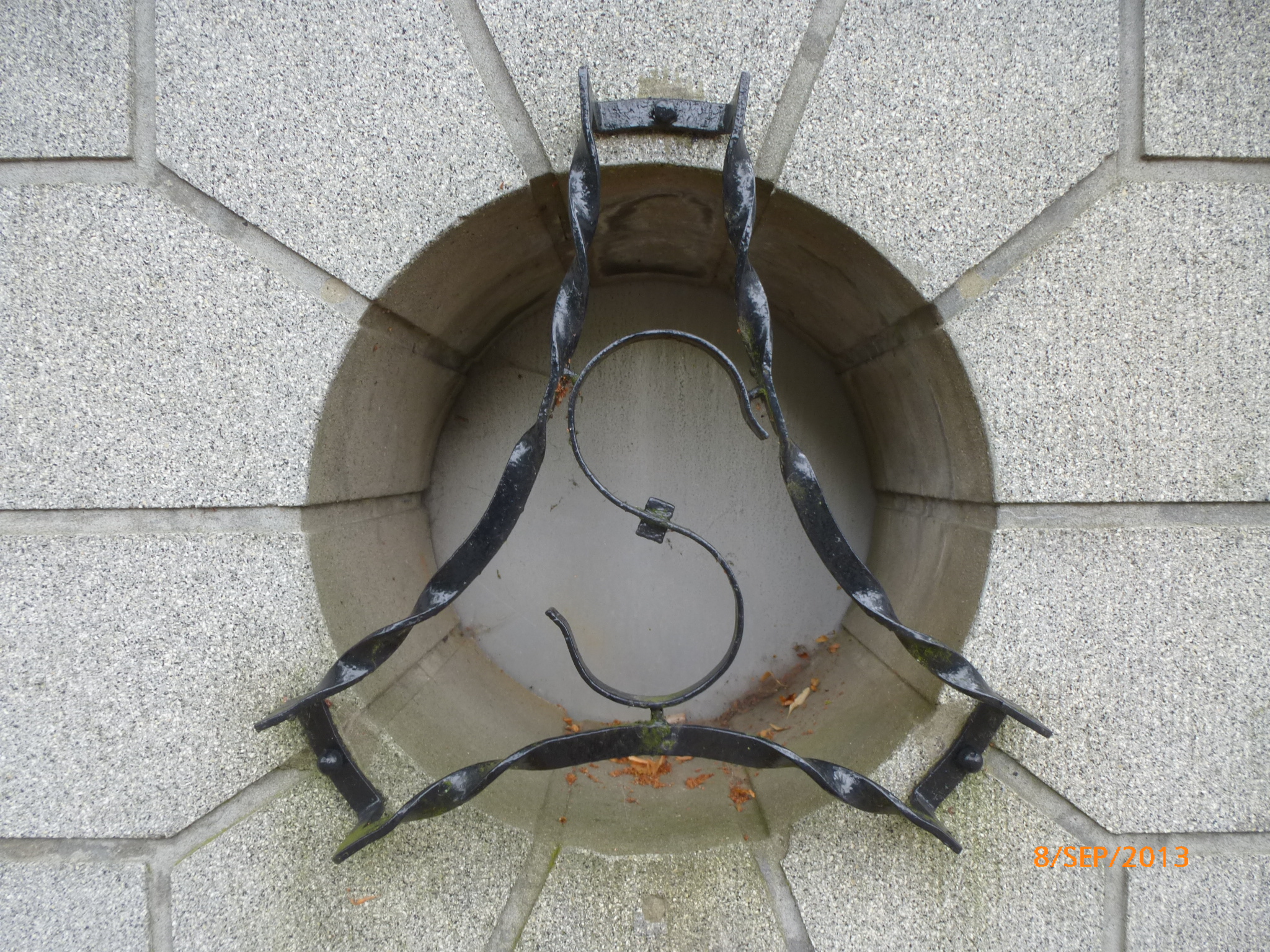
Der geschmiedete Zierbuchstabe „S“ in der Einfriedungsmauer steht für Seeckt-Kaserne

Die Seeckt-Kaserne, auch Von-Seeckt-Kaserne, ist eine ehemalige Kaserne in Celle in Niedersachsen und wurde von 1936 bis 1939 unter der Bezeichnung Generaloberst-von-Seeckt-Kaserne errichtet. In der Zeit des Nationalsozialismus wurde sie in Celle wegen ihrer Nutzung durch die Nebeltruppe als Nebel-Kaserne bezeichnet.
Die denkmalgeschützte Kaserne befindet sich am Nordrand des Ortsteils Hehlentor an den Straßen Hohe Wende (ehemals Von-Seeckt-Straße) und Sprengerstraße (ehemals Vorwerker Straße) und ist mit knapp 29 Hektar flächenmäßig deutlich größer als die Altstadt von Celle. Die Kaserne wurde nach Hans von Seeckt (1866–1936), Generaloberst und von 1920 bis 1926 Chef der Heeresleitung der Reichswehr benannt.

## Geschichte
Die umfangreiche Kasernenanlage der Nebeltruppe wurde von 1936 bis 1939 in zwei aufeinanderfolgenden Bauabschnitten als Sonderkaserne des Deutschen Heeres für den geplanten Chemiewaffenkrieg errichtet. Sie war bis 1945 in zwei getrennten Bereichen zugleich Standort der Nebel-Lehr- und Versuchsabteilung und der Heeresgasschutzschule.
Ausschlaggebend für den Standort war das wichtigste Heeres-Erprobungsgelände für Chemische Kampfstoffe, die etwa 50 Kilometer nördlich von Celle entfernte und 1935 in Munster-Nord eingerichtete Heeresversuchsstelle Raubkammer. Der Auftrag der Nebeltruppe umfasste drei Bereiche: Die Anwendung von Nebel- und chemischen Kampfstoffen; das Gasspüren und schließlich auch die Entgiftung von Soldaten, Ausrüstung und Gelände. Der Begriff „Nebel“ meinte im militärischen Zusammenhang tarnenden Kunstnebel und gasförmige Kampfstoffe. Die Nebeltruppen hatten neben dem Kampfeinsatz auch die Aufgabe zur Ausbildung, die ab 1925 an der Heeresgasschutzschule in Berlin erfolgte und 1938, mit dem Neubau, an die Heeresgasschutzschule in Celle wechselte. Ab 1941 gab es weitere Heeresgasschutzschulen in Bromberg und Thorn; seither war die Celler Einrichtung offiziell die „Heeresgasschutzschule I“.
In der Heeresgasschutzschule Celle wurden keine Truppenteile, sondern nur Offiziere, Unteroffiziere und Militärbaubeamte ausgebildet, die hier mehrwöchige Kurse als künftige „Schirrmeister (Ch)“ und „Technische Beamte (Ch)“ absolvierten, wobei das „Ch“ für „Chemische Kampftruppe“ stand. Zu den Lehrgängen gehörten externe praktische Kampfstoffübungen auf dem Truppenübungsplatz Munster-Nord und der Heeresversuchsstelle Raubkammer.
Während die allgemeinen Nebel-Abteilungen mit chemischen Kampfstoffen ausgebildet wurden, diente die 1936 in Bremen aufgestellte und 1937 nach Celle verlegte Nebel-Lehr- und Versuchsabteilung speziellen Aufgaben: Ihre 1. Batterie erprobte neue Werfergeräte und die 2. Batterie wurde zu Ver- und Entgiftungsversuchen auf dem Übungsgelände Raubkammer eingesetzt. Ende 1937 und gleichzeitig mit dem Einzug in Celle kam in jeder Nebelabteilung eine 3. Batterie hinzu, welche die Vergiftung übernahm. Entsprechend unterhielt die 3. Batterie in Celle ein eigenes Kampfstofflager auf dem Kasernengelände. Aus den Abteilungen bildeten sich in den 1940er Jahren Regimenter und Brigaden. Die in Celle erprobten Raketenwerfer der Nebeltruppen waren berüchtigte Artilleriewaffen, die als Nebelwerfer zu den sogenannten Wunderwaffen Hitlers zählten.
Die Zusammenführung von zentralen Stellen der Nebeltruppe ließ die Stadt Celle zur „Metropole der Nebler“ und „Hochburg der Nebelei“ werden.
Am Ende des Zweiten Weltkriegs wurde 1945 die Seeckt-Kaserne von der britischen Rheinarmee übernommen, die sie in Trenchard Barracks umbenannte und dort bis zum Jahr 2012 verschiedene Truppenteile stationierte.
Die Kasernenbauten werden derzeit (2020) in Teilen als Flüchtlingsunterkunft und städtischer Bauhof genutzt. Der weitaus größte Teil der Kaserne ist noch im Eigentum der Bundesrepublik Deutschland, vertreten durch die Bundesanstalt für Immobilienaufgaben, – steht leer und verwahrlost zunehmend. Entwicklungskonzepte wurden erarbeitet und Verkaufs-Exposés veröffentlicht. Nachnutzungsideen, u. a. für eine in Celle fehlende Hochschule, konnten bisher nicht umgesetzt werden.

## Tarnung und Verdrängung
Die Celler Öffentlichkeit interessierte sich ab 1936 für das unübersehbar große Bauprojekt der Seeckt-Kaserne, worauf die Verwaltungen von Militär und Stadt mit gezielt verharmlosenden Zeitungsberichten und Veranstaltungen reagierten. Kurz vor Eröffnung der Heeresgasschutzschule unternahm die Militärverwaltung einen Propagandavorstoß und verfasste eine Informationsschrift über die besondere Tätigkeit in der neuen Kaserne, die Anfang November 1938 in den Lokalzeitungen veröffentlicht wurde. Darin wurde die eigentliche Aufgabe und Tätigkeit der neuen Celler Kaserne ausgeblendet, dass mit chemischen Waffen umgegangen wurde, die eine – seit dem Ersten Weltkrieg bekannte – besonders grausame Kriegsführung darstellten. Vermeidungen und Verharmlosungen des eigentlichen Kasernenzwecks waren im System der nationalsozialistischen Aufrüstungspolitik deswegen notwendig, weil das Regime wegen der völkerrechtlichen Ächtung von chemischen Kampfstoffen auf Geheimhaltung achten musste.
Der erste Teil der militärischen Öffentlichkeitsarbeit in Celle war die begriffliche Verharmlosung der Aufgaben in der Seeckt-Kaserne. Dazu zählte die vielfach verwendete „Nebel“-Tarnbezeichnung für sämtliche Bereiche der chemischen Kampfführung: „Nebel-Kaserne“, „Nebel-Lehr- und Versuchsabteilung“, „Nebeltruppe“, „Nebelwerfer“, „Nebelmittel“, „Nebelmunition“ und „Nebelschießen“. Dabei wurde der Einsatz der künstlichen Gelände- und Truppenvernebelung, der als taktische Aufgabe tatsächlich auch geübt wurde, zur Tarnkappe für chemische Kampfstoffe und für den damit befassten Militärapparat.
Der zweite Teil der verharmlosenden Doppelstrategie war die Sprachregelung des Militärs, in der ausschließlich die passiven Schutzaufgaben der Celler Kaserne und ihrer Gerätschaften betont wurden, das heißt die „Anwendung von Gegenmitteln“ und von „Gasschutzgeräten“, worunter „Gasmasken“ sowie „Sauerstoffgeräte, Entgiftungsmittel, Gasanzüge usw.“ zu verstehen seien. Die somit betonten „Schutz“aufgaben begründeten auch die Bezeichnung als Heeresgas„schutz“schule – anders als im internen Sprachgebrauch, wie etwa die Bauantragspläne von 1937/38 verraten, die den Titel „Heeresgasschule“ tragen.
Die besonderen militärischen Aufgaben und Ziele der Soldaten in der Seeckt-Kaserne, der Chemiewaffenkrieg und die Entwicklung von Werferwaffen waren in Celle ein offenes Geheimnis. Es gab traditionell enge und persönlichen Verbindungen der Stadtbevölkerung zur Garnison und außerdem öffentliche Begrüßungsfeiern mit Ansprachen und Paraden zum Einzug der neuen Militärverbände. Zu diesen Anlässen öffneten sich die Kasernen für das Publikum. Mindestens einmal gab es 1943 eine demonstrative, öffentliche Zurschaustellung von Nebelwerfern bei einer Truppenvereidigung auf der Stechbahn, dem innerstädtischen „Aufmarschplatz“ der Stadt Celle.
Nach dem Zweiten Weltkrieg trafen sich die Ehemaligen der Nebel-Kaserne und der Nebeltruppen ab 1949 regelmäßig in Celle zu sogenannten „Nebeltreffen“, was die begrifflichen Verharmlosungen fortsetzte.

## Lageplan

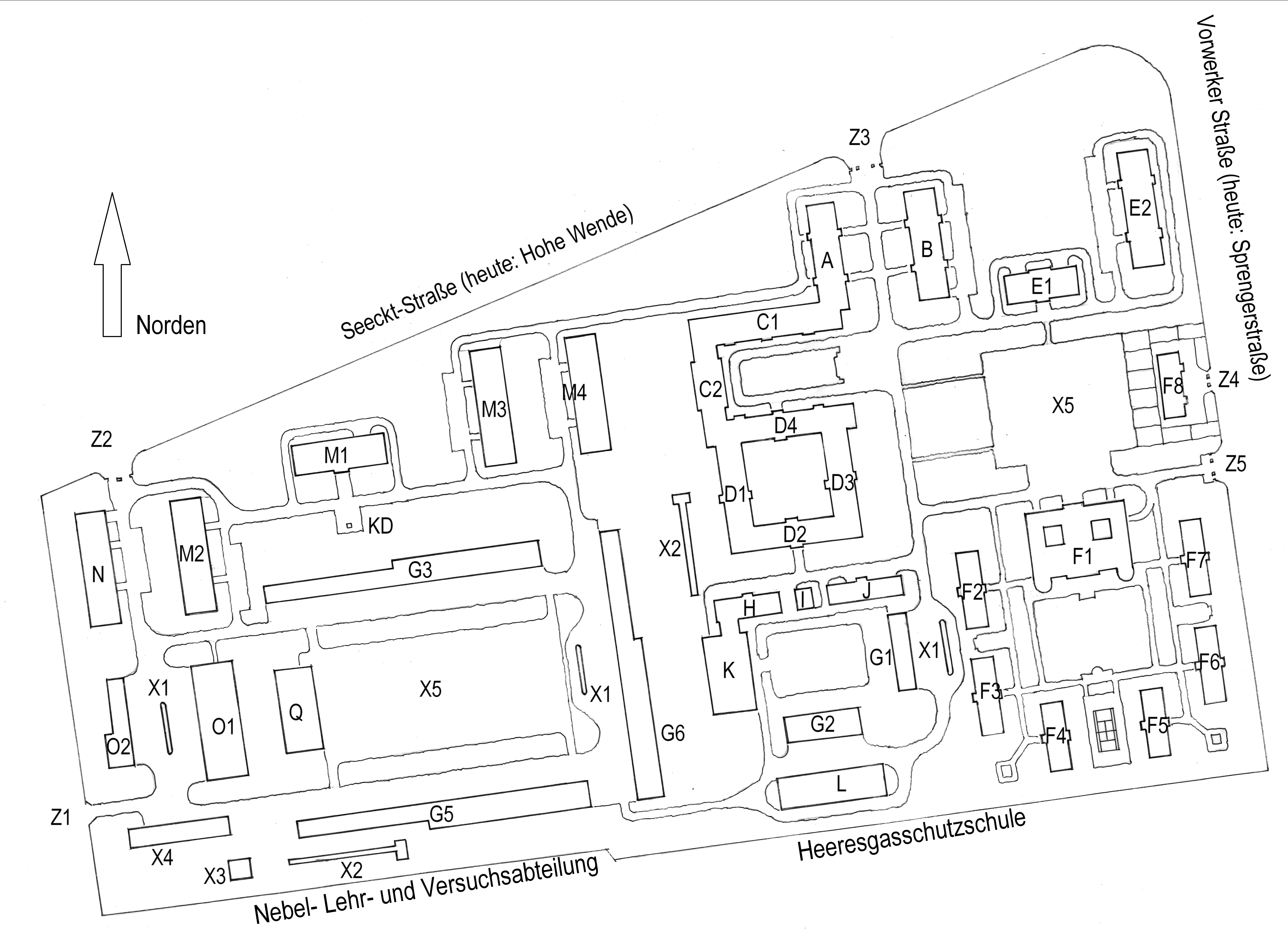
Lageplan der Seeckt-Kaserne zur Zeit nach der Fertigstellung im Jahr 1939

Legende zum Lageplan der Seeckt-Kaserne zur Zeit der Erbauung 1936–1939, mit Angaben zu den damaligen Gebäudefunktionen (siehe Abbildung):
- A: Stabshaus

- B: Mannschaftshaus

- C1, C2: Lehrgebäude
- D1, D2, D3, D4: Gas- und Übungsräume, Mustersammlung
- E1: Wirtschaftsgebäude
- E2: Mannschaftshaus
- F1: Offiziersheim
- F2 bis F7: Quartiere für Offiziere
- F8: Unteroffizierhaus

- G1, G2: Fahrzeughallen
- G3, G5, G6: Kraftfahrzeughallen für drei Batterien
- H: Pferdestall
- I: Beschlagschmiede
- J: Krankenstall, Werkstatt
- K: Reithaus
- KD: Kriegerdenkmal (1940 errichtet)
- L: Kohlenschuppen
- M1: Wirtschaftsgebäude
- M2, M3, M4: Mannschaftshäuser für 3 Batterien
- N: Stabsgebäude und Wache
- O1: Werkstatt
- O2: Kraftfahrzeughalle für den Stab
- Q: Exerzierhaus

- X1: drei Tankstellen
- X2: zwei Kleinkaliberschießstände
- X3: Gasraum
- X4: Lagerhaus für Übungsstoffe der 3. Batterie
- X5: zwei Exerzierplätze
- Z1 bis Z5: Zufahrten

## Architektur
Planung und Bauausführungen der Kasernenanlage leitete als Architekt Klaus Petersen (1901–1990) vom Heeresbauamt Hannover II.
Zunächst entstanden im Westen der großen Kasernenanlage die Unterkünfte und Funktionsbauten für die Nebel-Lehr- und Versuchsabteilung. Zeitlich und räumlich unmittelbar anschließend folgte im Osten die Heeresgasschutzschule mit Unterkünften, einem Offiziersheim sowie eigenen Funktionsbauten. Beide Bereiche wurden getrennt von außen über Tore und Zufahrten erschlossen. Die Gesamtanlage ist an den Straßenzügen von einer Einfriedung aus der Erbauungszeit umgeben.
Der westliche Abschnitt mit der Nebel-Lehr- und Versuchsabteilung wurde baulich wie eine kleine Heereskaserne für drei Batterien ausgestattet: In seinem nördlichen Teil gibt es vier ähnlich gestaltete, in Nordsüd-Richtung ausgerichtete Gebäude – ein Stabsgebäude und drei Mannschaftsgebäude. Dazwischen steht mittig und quer angeordnet ein Wirtschaftsgebäude (Küchen- und Speisehaus). Im südlichen größeren Teil liegen um einen großen Hof herum drei bis zu 245 Meter lange Kraftfahrzeughallen und ein „Exerzierhaus“ sowie um einen zweiten kleineren Hof eine weitere Kraftfahrzeughalle für den Stab und eine Werkstatt. Solche architektonisch eher unscheinbar wirkenden technischen Gebäude waren der Funktionskern der Nebel-Lehr- und Versuchsabteilung, denn sie dienten dem Fuhrpark und den Waffensystemen: In den Hallen standen nicht nur Personenkraftfahrzeuge, sondern auch schwere Ent- und Vergiftungsfahrzeuge sowie die sogenannten Nebelwerfer, womit es den notwendigen Hin- und Hertransport zu den nahegelegenen Erprobungs- und Übungsplätzen bei Munster-Nord ermöglichte.
Der östliche Abschnitt der Seeckt-Kaserne mit der Heeresgasschutzschule löst sich stark vom Bebauungsschema der benachbarten Spezialtruppenkaserne und ist in vier unterschiedliche Funktionsbereiche geteilt. Zunächst wiederholt sich im Nordosten der Typ des Wirtschaftsgebäudes für die einfachen Dienstgrade, ehrenhofartig flankiert von zwei Mannschaftsgebäuden für das Stammpersonal der Ausbildungsstätte angeordnet waren. Genau gegenüber dem Wirtschaftsgebäude, jedoch getrennt durch eine platzartige Grünanlage, steht das Offiziersheim, das Küchen-, Speise- und Aufenthaltsgebäude für die höheren Militärangehörigen. Dieser Bau richtet sich ebenso repräsentativ auch nach Süden zum Garten, um den herum symmetrisch gestaffelt sechs kleinere Gebäude für Offiziersunterkünfte stehen.
Den eigentlichen Funktionskern der Heeresgasschutzschule stellte nebenan das große Schulgebäude mit Lehr- und Unterrichtsräumen und einem umfangreichen Kampfstoffmuseum dar, das sich aus einem ehrenhofartig geöffneten Trakt und einem vierflügelig geschlossenen Trakt bildet. Im Norden schließt winkelförmig das zweite Stabsgebäude an, das zusammen mit einem Mannschaftsgebäude eine der Hauptzufahrten rahmt.
Der vierte Bereich der Heeresgasschutzschule schließlich ist im Südwesten ein Komplex aus Funktionsbauten für Militärpferde (Pferdestall, Beschlagschmiede, Krankenstall/Werkstätten und Reithalle), die sich um einen „Reitplatz“ anordnen.
Der für sonstige Heereskasernen übliche zentrale Exerzierplatz fehlt auch nicht bei der Seeckt-Kaserne und wurde wegen der speziellen Doppelfunktion der Kaserne sogar verdoppelt: Im westlichen Bereich (Nebel-Lehr- und Versuchsabteilung) ist dies die von Garagenbauten umgebene zentrale Platzfläche. Obwohl dieser Platz im Bauplan von 1937 als „Exerzierplatz“ bezeichnet und auf der Westseite sogar von einem „Exerzierhaus“ gerahmt wurde, diente er wohl hauptsächlich zum Aufstellen der Kraftfahrzeuge und Verbände. Im östlichen Kasernenbereich (Heeresgasschutzschule) wurde die zentrale große Freifläche laut Bauplan von 1938 ebenfalls als „Exerzierplatz“ bezeichnet, doch wurde ein solcher hier nicht benötigt, so dass die Freifläche hier vor allem dazu dient, einen gebührenden Abstand mit Gesamtansichten zwischen den beiden repräsentativen Baulichkeiten des Wirtschaftsgebäudes und des Offiziersheims zu schaffen.
Erkennbar wichtig war den Architekten der Seeckt-Kaserne eine einheitliche Formen- und Materialsprache bei den Wohn-,  Wirtschafts-, Lehr- und Repräsentationsbauten. Es entstanden Walmdach-Putzbauten mit Fassadengliederungen an den Sockeln, Kanten und Rahmungen aus steinmetzmäßig bearbeitetem Kunststein sowie gelblichem Rauputz für die Wandflächen. Baustilistisch kamen Elemente der historischen Herrschaftsarchitektur in klassizistischen Formen zum Einsatz, das heißt Risalitbildungen, Lisenen und Gesimse. Aufwendiger instrumentiert wurden die Fassaden der Wirtschaftsgebäude und vor allem das Offiziersheim, jeweils mit übergiebelten Mittel- und Eingangsrisaliten, die architektonisch an Tempelfronten erinnern.
Gänzlich abweichend gestaltet sind die technischen Funktionsbauten der Kraftfahrzeughallen und Werkstätten, vor allem im westlichen Bereich der Nebel-Lehr- und Versuchsabteilung. Hier wurden die von anderen Heeresbauten her bekannten schlichten Typenbauten mit Stahlbeton-Bindern, Pultdächern und großen Zufahrtstoren errichtet.
Das Ensemble der ehemaligen Seeckt-Kaserne ist als zeittypische, intakte Anlage aus der Zeit des Nationalsozialismus wegen seiner geschichtlichen, architektonischen und städtebaulichen Bedeutung seit 1980 als Ensemble („Gruppe baulicher Anlagen“ gemäß § 3 Absatz 3 des Niedersächsischen Denkmalschutzgesetzes) in das Denkmalverzeichnis der Stadt Celle eingetragen.

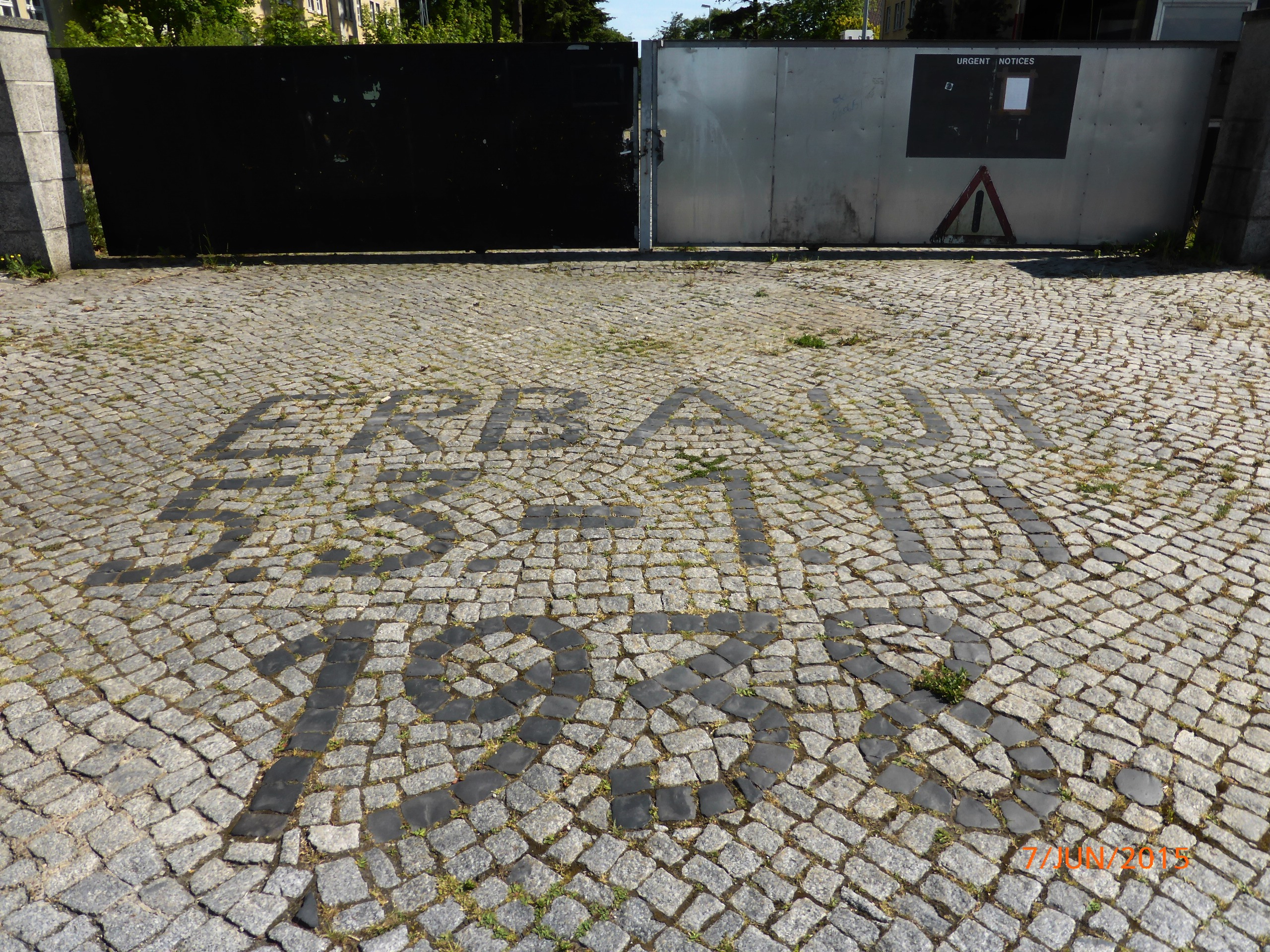
Bodenpflaster vor einem der Kasernentore, mit eingelegter Bauinschrift von 1938
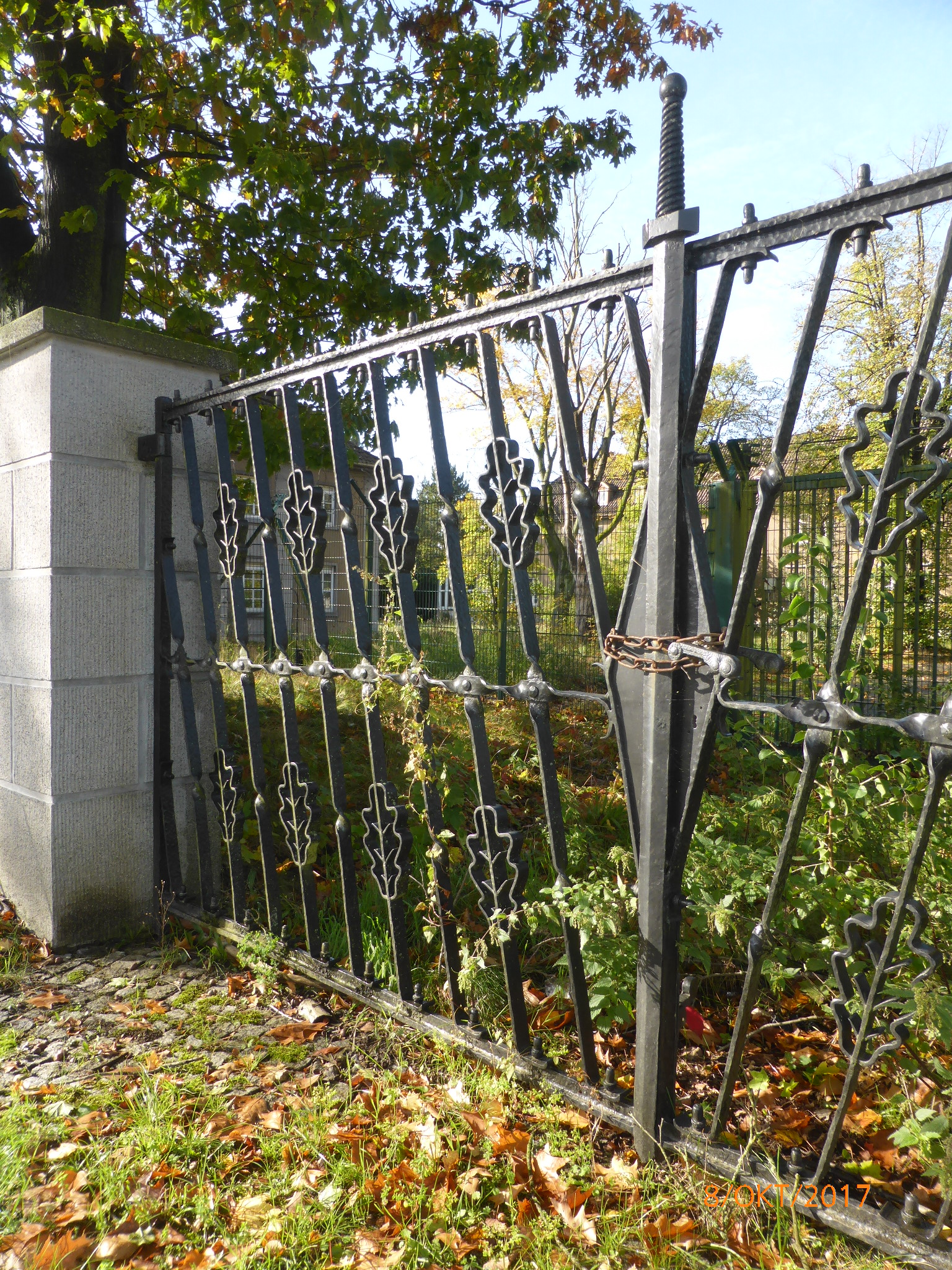
Kasernentor zur ehemaligen Heeresgasschutzschule an der Sprengerstraße, mit stilisiertem Schwert, Eichenlaub und Eicheln
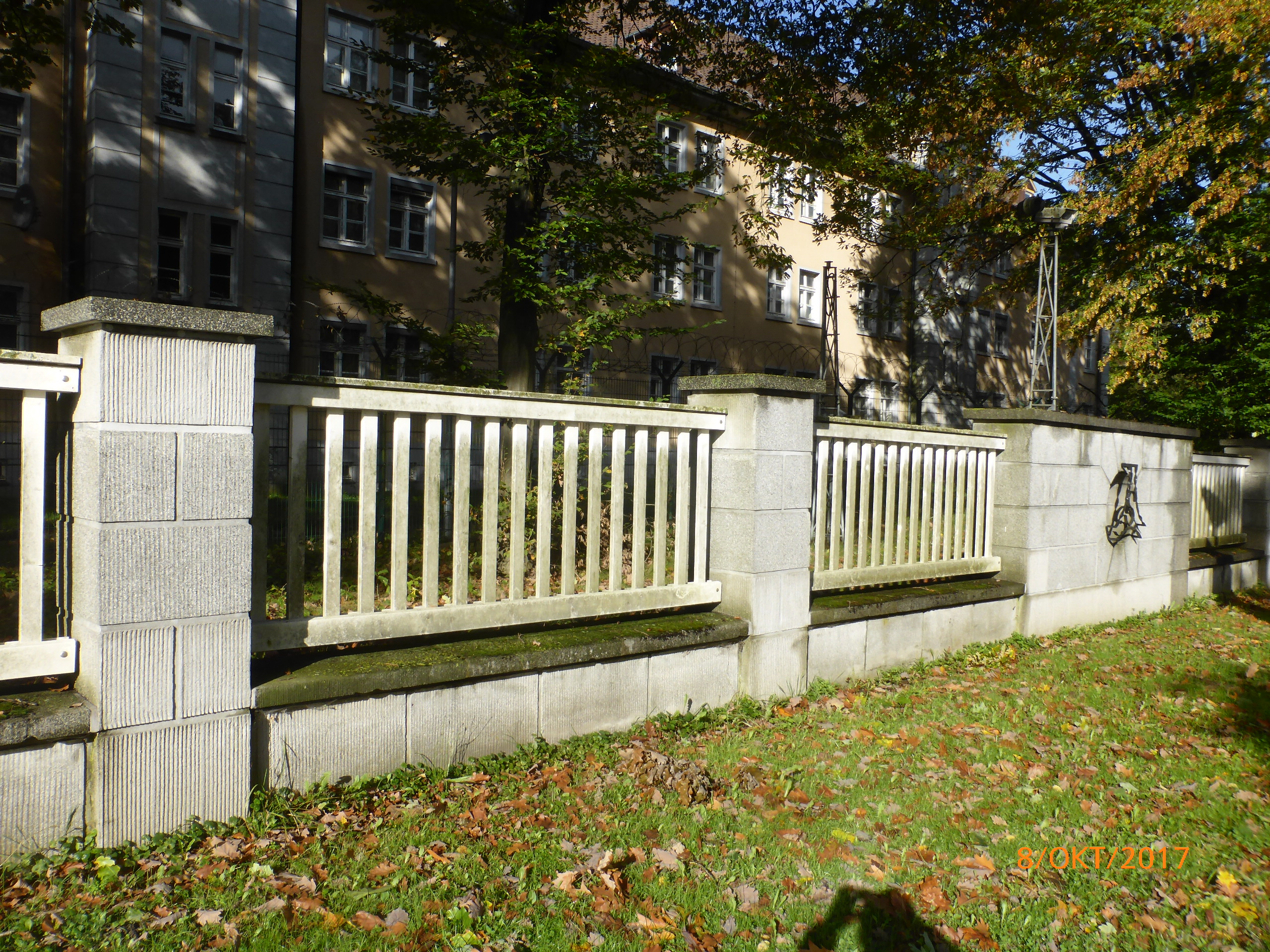
Einfriedung aus Mauersockeln und Pfeilern mit hölzernen Zaunelemeneten, hier an der Sprengerstraße
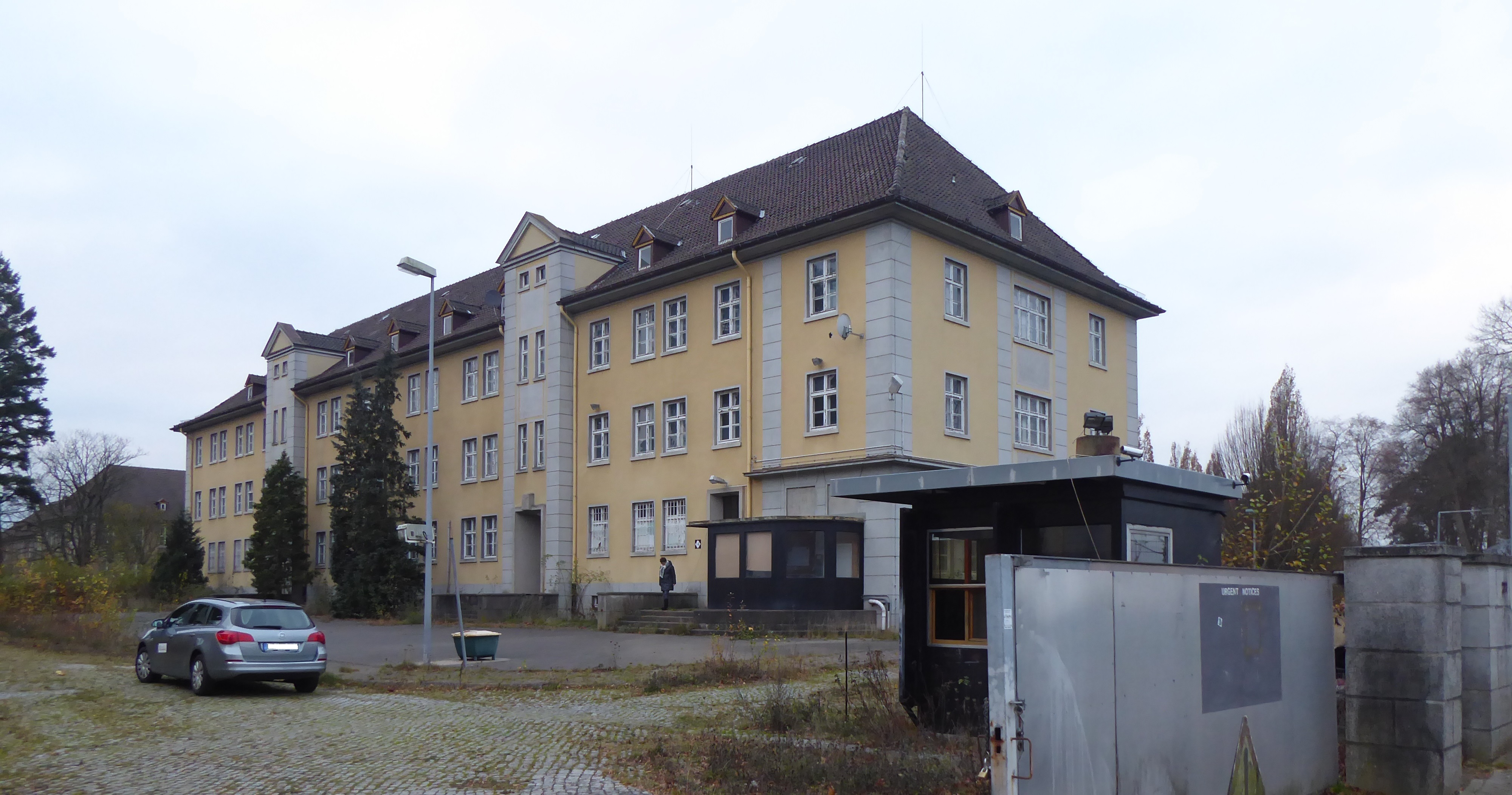
Stabshaus der Heeresgasschutzschule (Gebäude A)
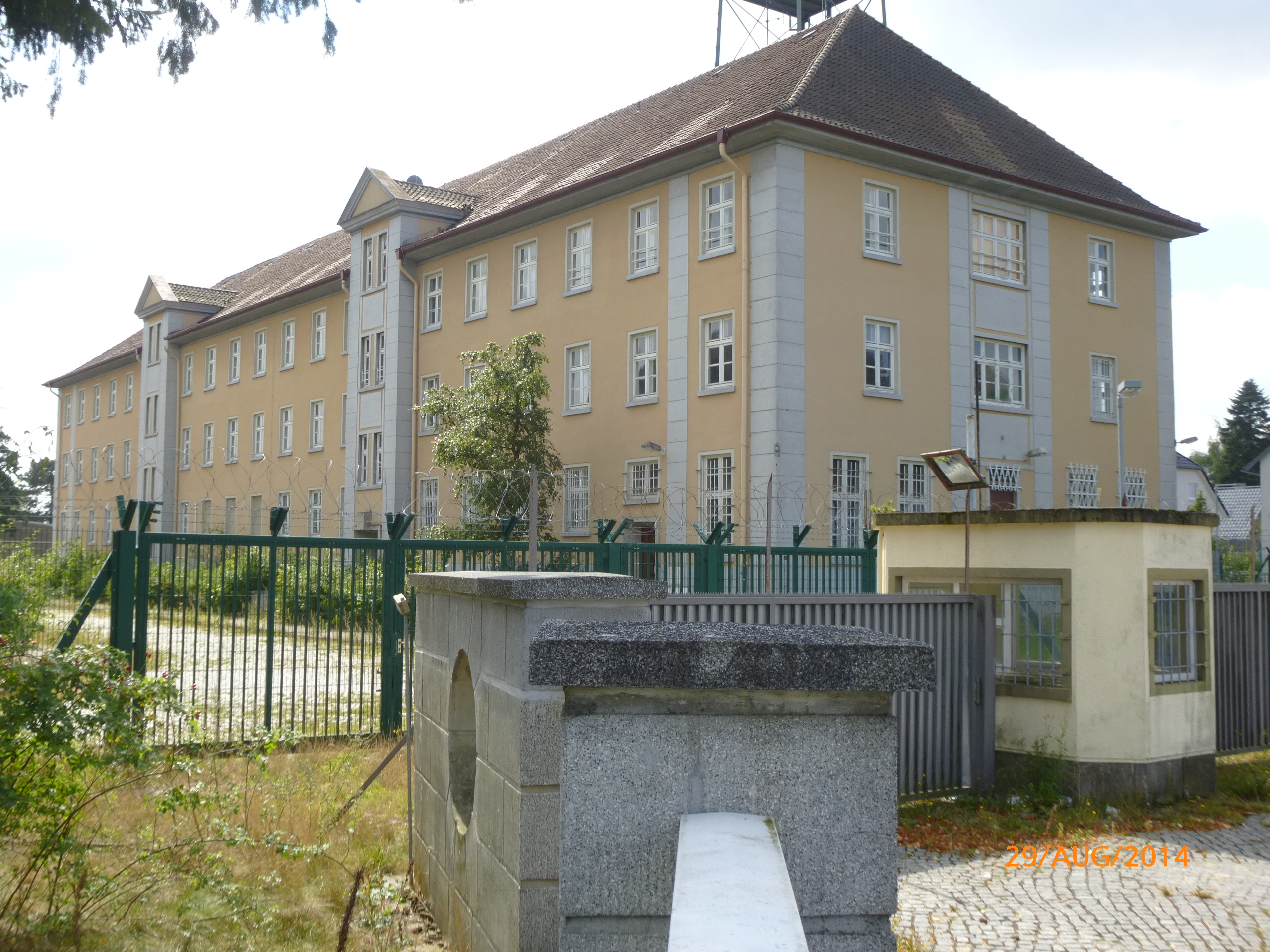
Stabsgebäude und Wache der Nebeltruppe (Gebäude N)
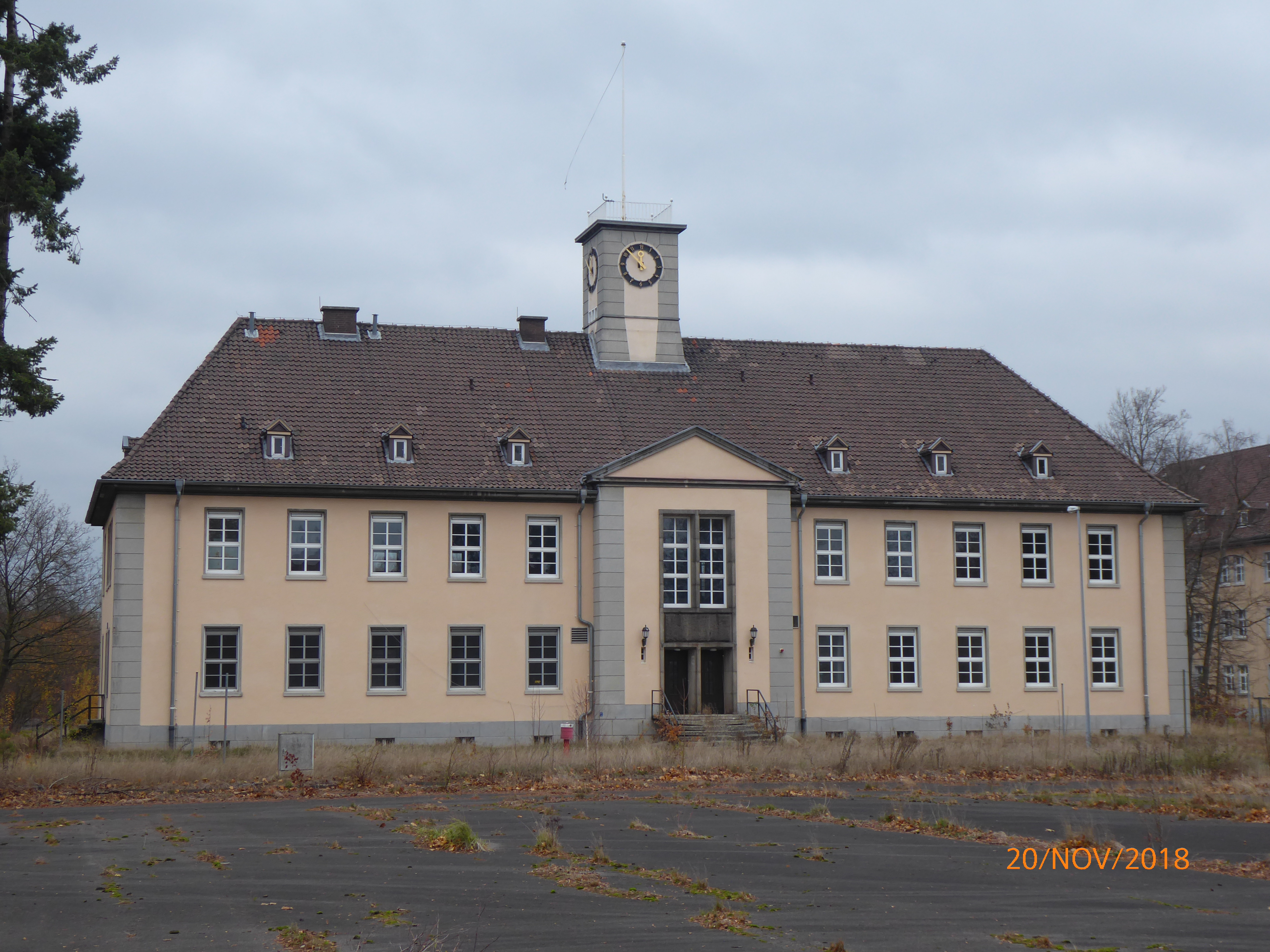
Wirtschaftsgebäude der Heeresgasschutzschule (Gebäude E1)
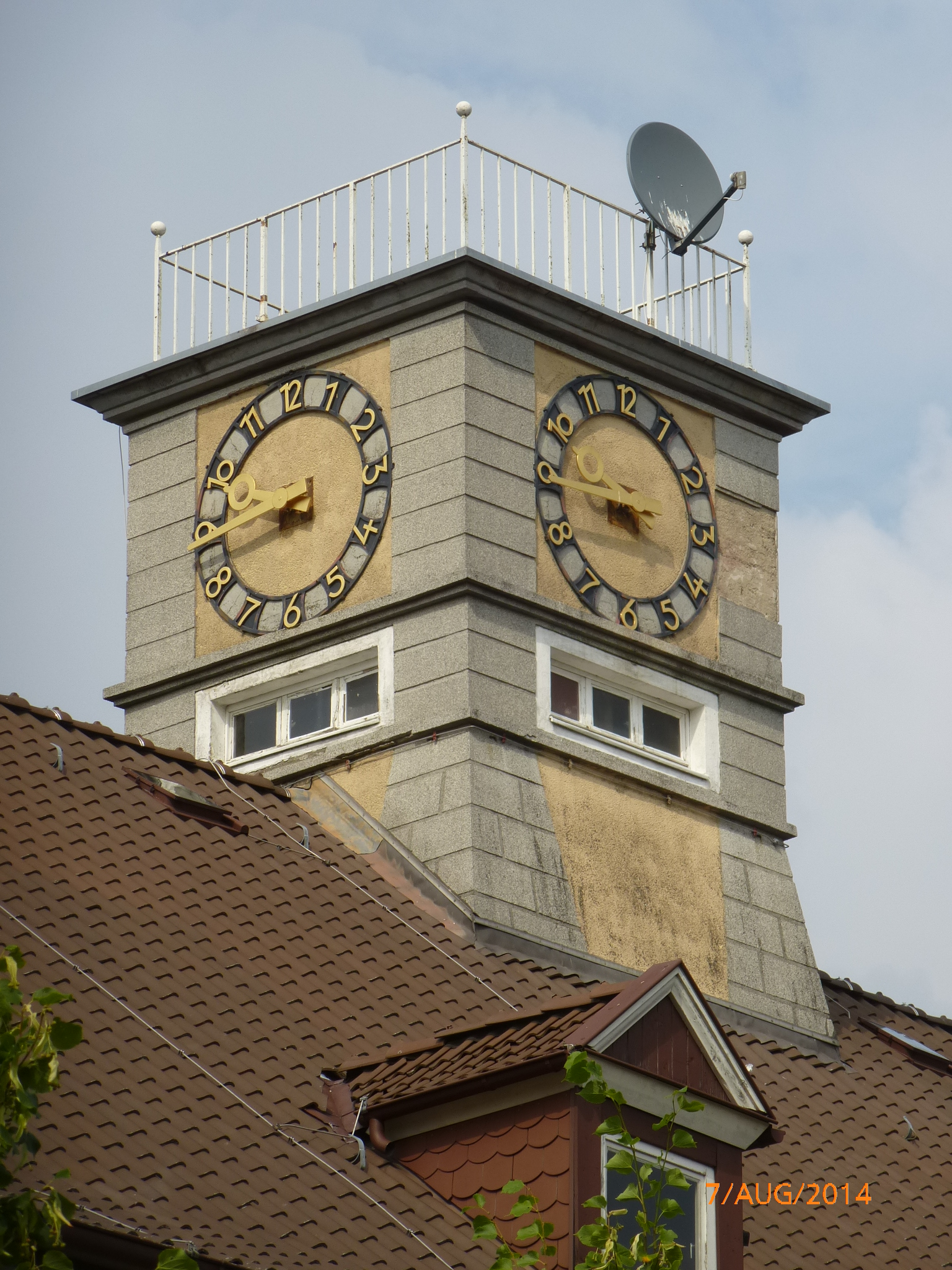
Dachreiter auf dem Wirtschaftsgebäude der Nebeltruppe (Gebäude M1)
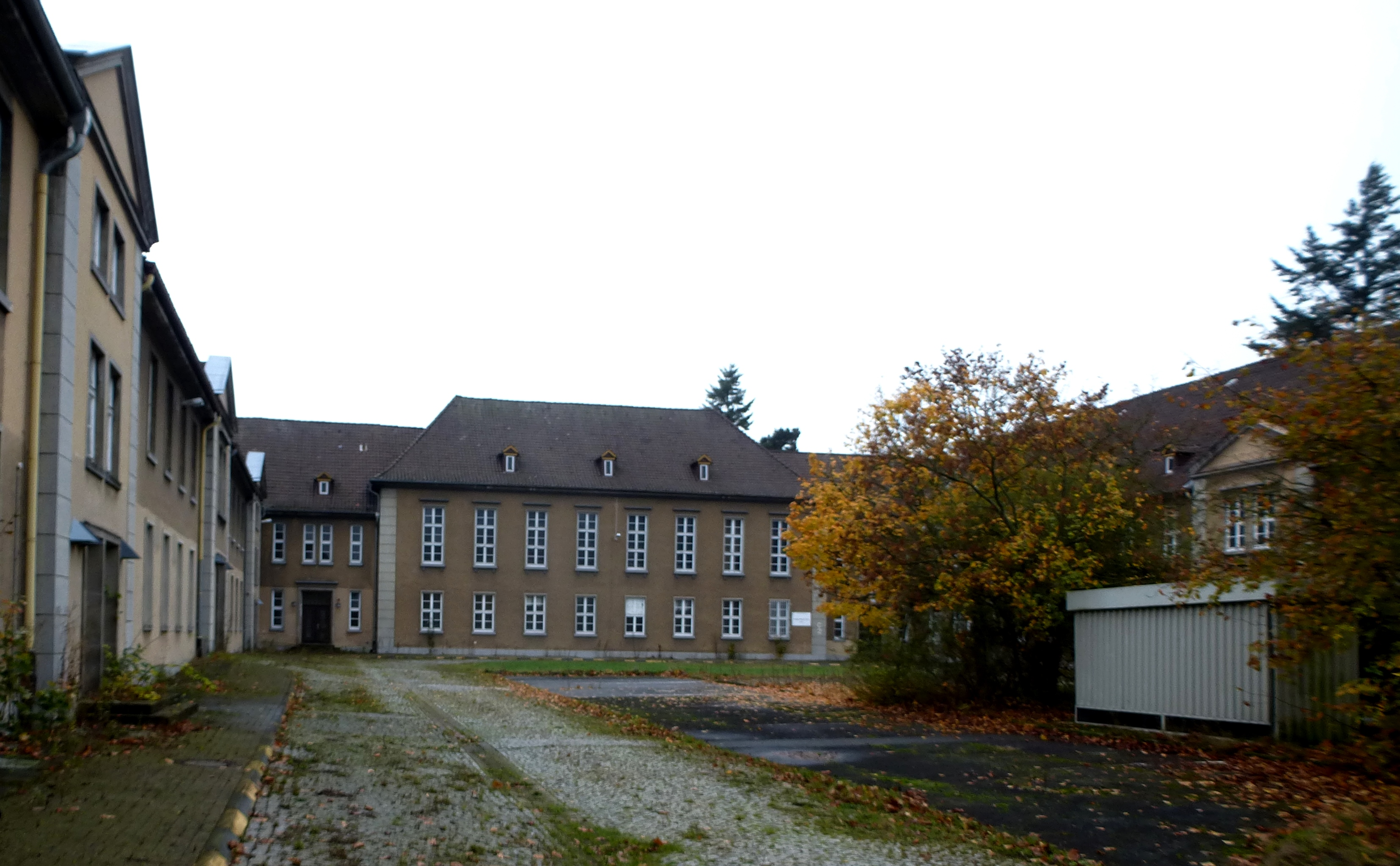
Lehrgebäude der Heeresgasschutzschule (Gebäude C–D)
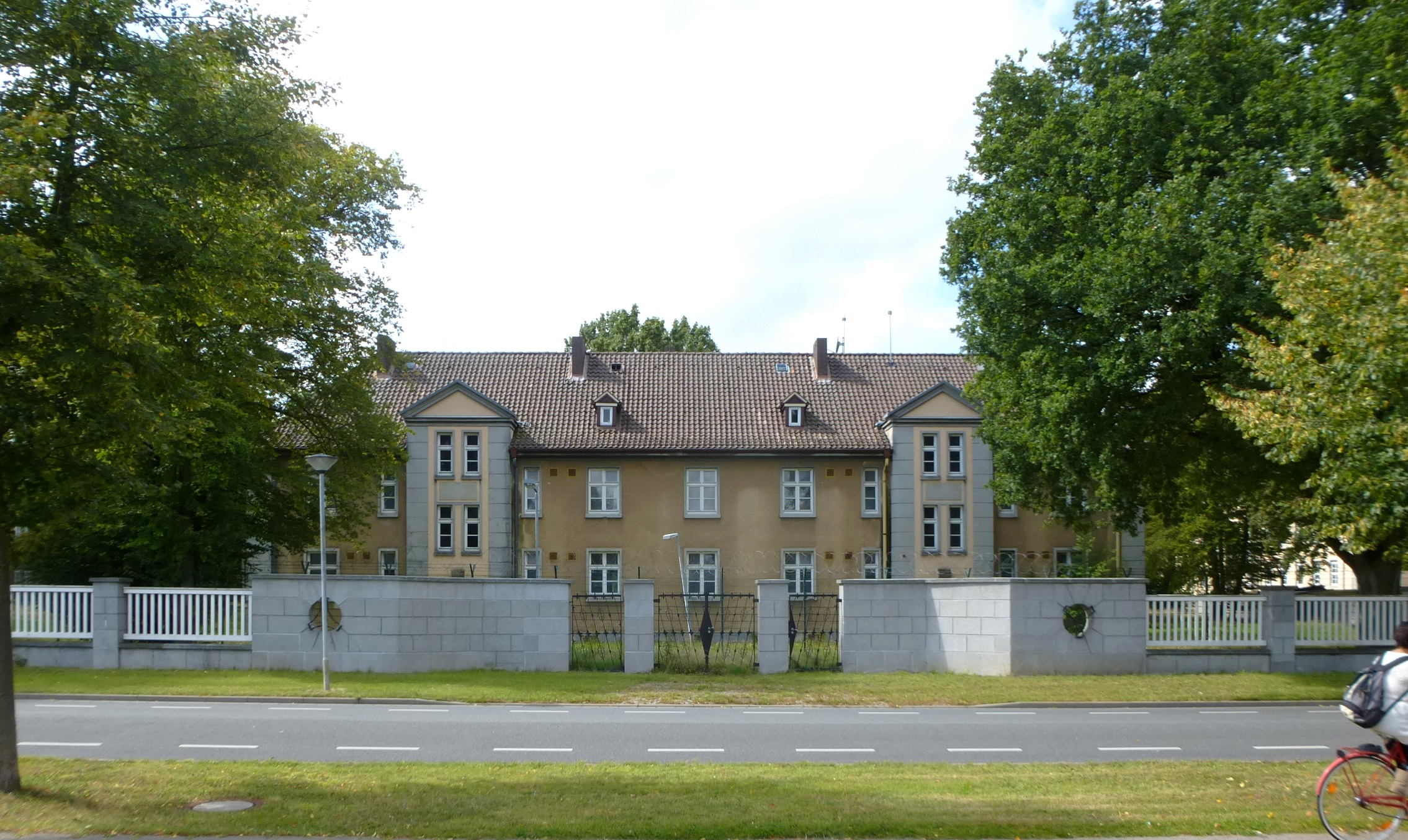
Unteroffiziershaus mit eigener Zufahrt (Gebäude F8)
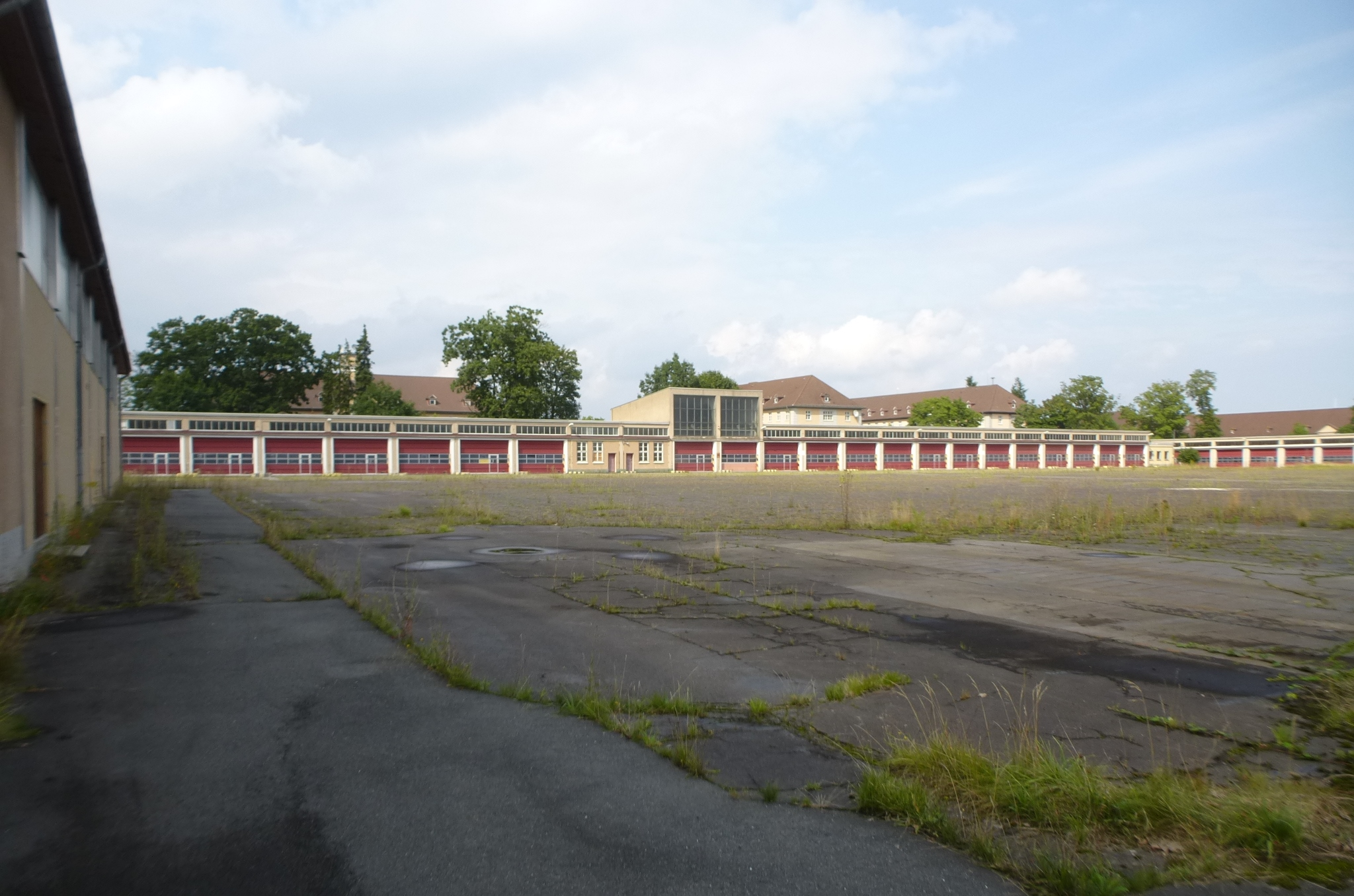
Exerzierplatz mit Kraftfahrzeughallen für Nebeltruppen (Gebäude G3, G6)
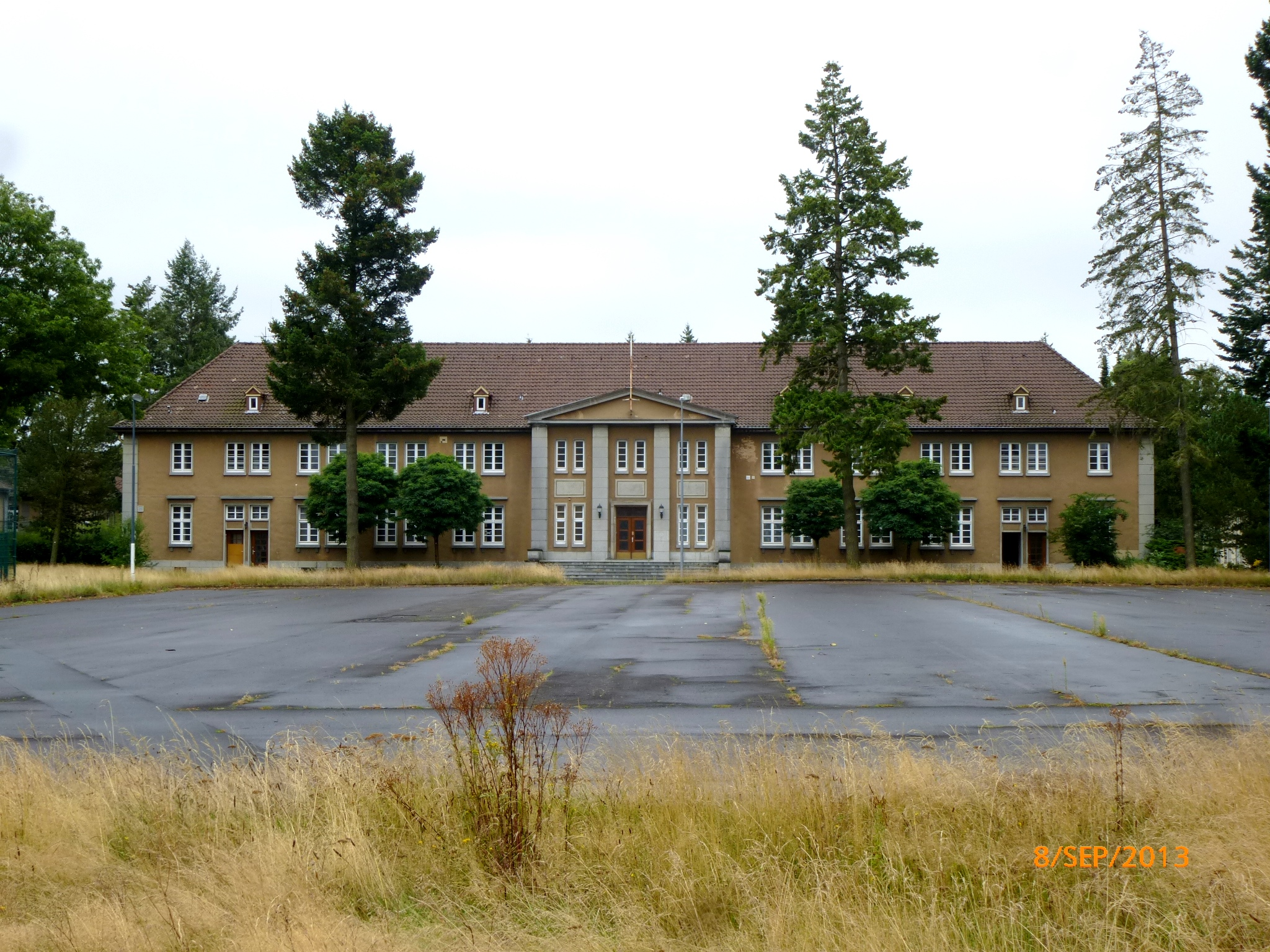
Offiziersheim (Gebäude F1), Eingangsseite mit Exerzierplatz
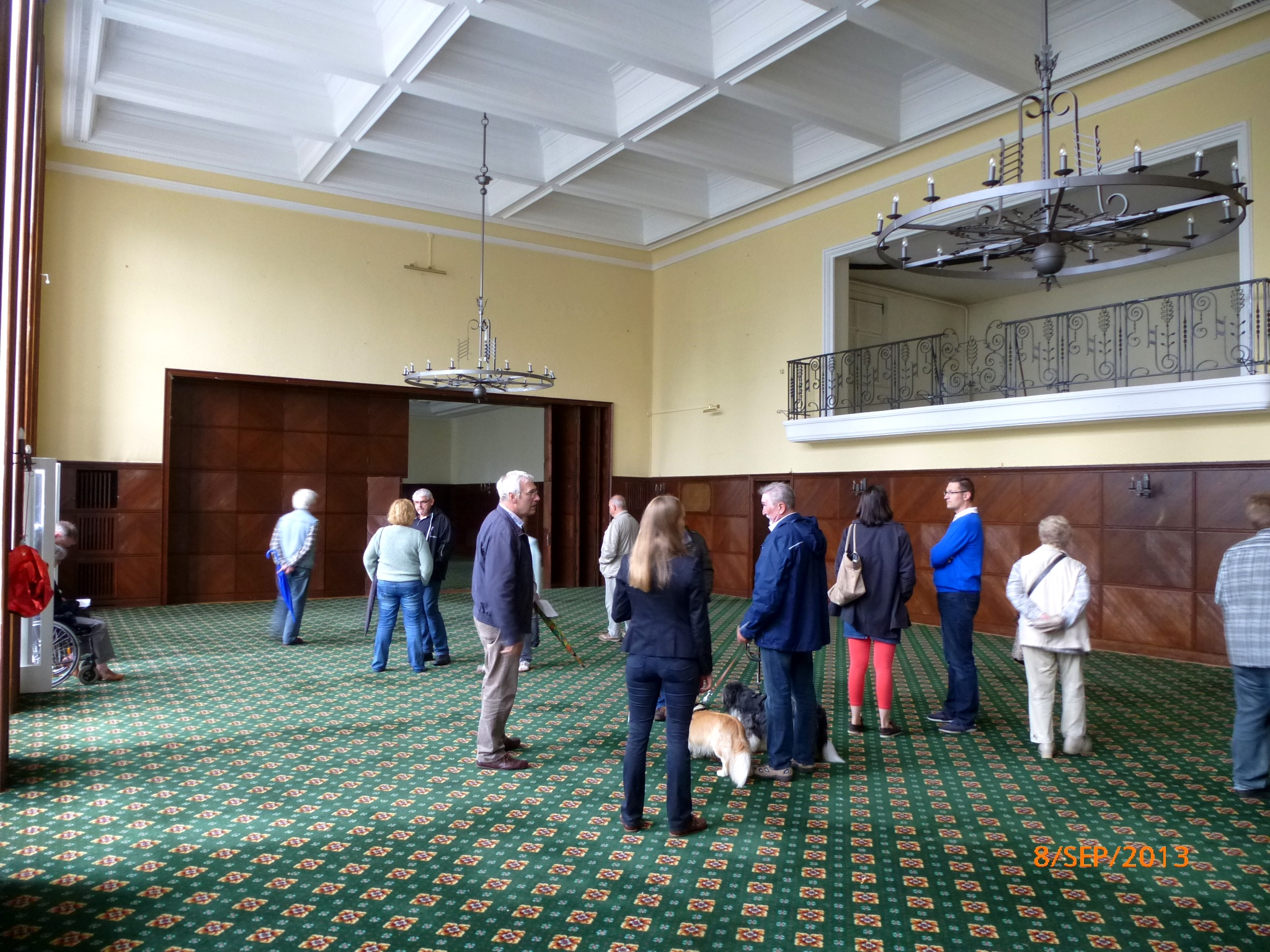
Offiziersheim (Gebäude F1), Großer Speisesaal, Tag des offenen Denkmals 2013